# Grupo Ratensa
El Grupo Ratensa es una organización de medios privados, conformado por los canales:Canal 2 (antes Televicentro(Nicaragua) Canal 10, Canal 9, y TV Red (hoy conocido simplemente como Canal 11), con programación por parte de la red Albavisión. Junto a los canales administrados por la familia presidencial, forma una especie de bimonopolio.

## Historia
Ángel González inició su carrera empresarial en Nicaragua a finales de los años 1980 cuando conoció a Octavio Sacasa, el dueño de facto de Televicentro. De 1979 a 1990, Televicentro estuvo técnicamente bajo el control del Sistema Sandinista de Televisión, pero Sacasa tenía una influencia significativa sobre la estación. González inicialmente pretendía vender producciones mexicanas, principalmente de Televisa, al canal y no tenía mucho interés en comprarlo. Sin embargo, como Sacasa estaba interesada en vender, comenzaron las negociaciones que finalmente llevaron a una compra separada del canal como una operación independiente del Grupo Ratensa en 2011. Los dos se convirtieron más tarde en archirrivales en 1990, cuando Sacasa regresó a Nicaragua y recuperó el control del canal.
A principios de la década de los 90, González se hizo cargo de la frecuencia de Canal 10, que originalmente estaba otorgada a los empresarios locales Carlos Reynaldo y César Augusto Lacayo. Al mismo tiempo, ayudó a establecer el Canal 4, que tenía fuertes vínculos con el FSLN. Con la ayuda de Dionisio Marenco, González construyó el canal desde cero en un ambiente hostil, proporcionando equipos para su operación. Debido a una crisis en Canal 4 a fines de la década de 1990, junto con un cambio de política que eliminó las producciones locales en 1998, González obtuvo el control editorial del canal y al mismo tiempo creó Canal 10.
Canal 10, que eventualmente se convirtió en el canal principal del grupo, fue lanzado el 23 de junio de 1997. La mayor parte de la programación de ambas cadenas consistía en enlatados extranjeros; Canal 10 no introdujo un noticiero propio hasta 2001. Inicialmente llamado Telediario 10, el noticiero fue reemplazado por el actual Acción 10 en enero de 2005.
En 2006, Canal 4 fue vendido íntegramente a INTRASA luego de acumular importantes deudas durante la administración de González.
El grupo lanzó Canal 11 (inicialmente TV Red) en julio de 2010. El canal se creó luego de que González comprara la asignación de VHF, que inicialmente había sido solicitada por ESTV, canal propiedad del Grupo Pellas que quería utilizar la frecuencia pero finalmente fue bloqueado. lo que lo llevó a cambiar su nombre a Vos TV en el canal 14 de UHF. Se cree que la venta estuvo influenciada por la elección de Daniel Ortega en 2007 y el regreso al poder del FSLN. Además, a través de otra empresa testaferro, Digital Media, González adquirió una tercera frecuencia, Canal 9, anteriormente utilizada como repetidora de Canal 6. Esta adquisición impidió que Canal 6 utilizara su repetidora a su regreso en septiembre de 2011. El regulador Telcor supuestamente "regaló" el transmisor a dicha empresa.
En 2015, González adquirió formalmente Televicentro a través de otra empresa testaferro, TV Móvil. Esta adquisición, combinada con el despido del equipo de TVNoticias y la participación de dos de los hijos de Ortega, Laureano y Juan Carlos (este último siendo el jefe de TN8), colocó al canal bajo la dirección del hondureño Carlos Pastora. Aunque Pastora es una figura clave en Ratensa, Televicentro opera de manera independiente, financiado tanto por González como por el gobierno de Nicaragua.
Remigio Ángel González adquirió también a los canales desaparecidos como: Canal 7 (repetidora de Canal 2), Latele 17, y Canal 19. Tiene actualmente una afiliación exclusiva de Televisa, Cisneros Media, Rede Globo, CBS Media Ventures, Sony Pictures Television, Disney, WWE, AMC Networks, TV Azteca, Univisión, FOX Turquía, Inter Medya (Star TV), ATV, Eccho Rights, Somos Distribution, RTVE, Atresmedia, Mediaset España y Sunrigths Inc. (Japón).

## Televisión
Corporación Ratensa conforma los 4 canales de TV.
| Logo | Nombre del canal             | Programación | Fundación | Canales VHF                                                  |
| ---- | ---------------------------- | --- | --------- | ------------------------------------------------------------ |
|      | Canal 10                     | Canal principal generalista, con programación variada, informativa y de entretenimiento. Competidor del Canal 6. | 1997      | 10 (Análogo)                                                 |
|      | Canal 2 (antes Televicentro) | Canal temático de noticias las 24 horas. Competidor de Multinoticias.                                            | 1965      | 2 (Análogo) Canal 7 VHF Repetidora (algunas partes del país) |
|      | Canal 9                      | Canal temático de entretenimiento juvenil, y noticias. Competidor de Viva Nicaragua.                             | 2011      | 9 (Análogo)                                                  |
|      | Canal 11 (antes TV Red)      | Canal temático generalista, con programación de entretenimiento. Competidor de TN8.                              | 2010      | 11 (Análogo)                                                 |